# سیاه بیشه (آمل)
سیاه بیشه ، روستایی از توابع بخش مرکزی شهرستان آمل در استان مازندران ایران است.

## جمعیت
این روستا در دهستان چلاو قرار دارد و بر اساس سرشماری مرکز آمار ایران در سال ۱۳۸۵، جمعیت آن زیر سه خانوار بوده‌است.